# 상품 신용 공사
상품신용공사(CCC : Commodity Credit Corporation)는 미국정부가 소유하고 운영하는 기관으로서 미국 농무부(USDA) 산하에 있다. 농가소득과 가격의 안정, 지원 및 보호를 위해 1933년 10월 Dalaware 강령에 의해 설립되었으나, 1948년 7월 상품신용공사 설립강령법(Commodity Credit Corporation Charter Act)에 의해 재설립되었다.
수정된 상품신용공사 설립강령법에 따르면, 상품신용공사는 융자, 구매, 보상 및 기타 활동을 통해 농산물의 가격을 지원하고, 농산물의 생산 및 유통에 필요한 시설과 물자를 지원하며, 또한 다른 정부기관이나 외국정부에게 농산물을 판매하거나 국내·외국·국제구호기관에게 식량원조를 하는 권한을 가지고 있다. 상품신용공사는 이사회 의장과 이사의 직을 겸직하고 있는 농무장관의 일반적인 지휘·감독하에 있는 이사회에 의해서 운영되며 이사회는 농부무장관 외에 7인의 이사로 구성되며, 이사는 상원의 동의와 제청으로 대통령이 지명한다.
모든 이사회의 구성원이나 공사의 직원들은 농무성 직원들이고 상품신용공사는 소속운영직원이 없으며, 공사의 가격지원, 보관, 비축 및 전환사업이나 가격지원상품의 국내 구입 및 처분은 연합농가지원처(Consolidated Farm Sevice Agency : CFSA)의 시설과 인력을 통해 수행되며, 상품신용공사 통제하의 비축물량의 수출 및 외국 지원업무는 해외농업처(Foreign Agricultural Service : FAS)를 통해 관리되고 있다.
CCC의 품목별 지원계획의 기본구조와 운영요령은 "1996년 연방농업개혁법"(The Federal Agriculture Improvement and Reform Act of 1996 : the Farm Bill)에서 정하고 있으며 1996년부터 2002년까지 품목별 지원계획이 포함되어 있다. 품목지원계획에는 밀, 옥수수, 면화, 쌀, 담배, 우유 및 낙농품, 보리, 귀리, 수수, 땅콩, 설탕이 포함된다. 대부이자율(Loan rates)은 해당품목의 경쟁력을 유지하도록 설정되며, 목표가격(Target price)은 생산비를 반영하여 설정된다. 농가소유곡물비축계획(Grain reserve programme)은 농민들로 하여금 지정된 농산물의 재고가 국내나 수출수요보다 많은 때에는 비축했다가, 재고가 줄거나 가격이 유리할 때에 방출할 수 있도록 하고 있다.
우유 및 낙농품에 대한 지원은 버터, 치즈 및 무지방 건조우유를 가공업자나 처리업자들로부터 구입하여 줌으로서 수행되며, 낙농품을 제외하고는 농산물 가공제품에 대한 CCC지원계획은 없다.
품목별지원계획을 수행함에 있어서 CCC는 비축된 물자를 인수(Take over)하거나, 구매(purchases)하는 방식으로 취득한다. 한편, CCC는 특정한 상황하에서 품목별지원계획이나 민간비축을 통해 구입될 식량을 연방, 지방정부 및 민간기관에게 지원하는 국내 식량원조계획도 수행한다.
또한 CCC는 판매, 수출업자 보전, 직접금융 및 기타 업무수행을 통해 업무를 맡고 있으며, 국제식량원조 및 지원계획도 수행하고 있다. 미국산 농산물의 수출을 증진하는 특히 CCC는 수출신용·보증사업과 여타 수출보조사업을 위한 재정지원기관의 역할을 수행한다. CCC는 3가지의 수출신용·보증사업을 관리하는데 여기에는 최단기 공급자신용사업(Very-short term supplier credit programme), 단기수출보증사업(Short-term export guarantee programme), 중기수출신용·보증사업(Intermediate export credit guarantee programme)이 있다.
수출촉진계획(Export enhancement programme, EEP)하에서 CCC는 미국수출업자에게 수출장려금을 지불하여, 수출업자들이 구입하거나 수출하기 위해 지불하는 가격보다 낮은 가격으로 미국농산물을 수출대상국가에 팔 수 있도록 하고 있으며, 낙농품수출진흥계획(Dairy export incentive programme, DEIP)하에서 미국수출업자에게 수출장려금을 지불하여, 수출업자들이 구입하는 비용보다 낮은 가격으로 낙농품을 팔 수 있도록 하고 있다. 최근 수출촉진계획(EEP)와 낙농품수출진흥계획(DEIP)은 수출업자에 대해 직접현금보전방식으로 운영되고 있다.
시장접근계획(Market access programme, MAP)하에서 미농무부는 해외시장개발사업을 이행하는 자격있는 무역기관들에게 비용분담보조를 통해 미국농산물의 수출시장 확장, 유지 및 개발사업에 재정지원을 하고 있다. 모든 시장접근계획(MAP)은 현금으로 지원되며, CCC와 비영리농산물무역단체들과의 협약을 통해 해외농업지원처(FAS)에 의해 운영되고 있다. CCC는 또한 비축물량으로부터 수출시장에 낙농품을 직접 판매하기도 하나 어떠한 품목의 수입에 관여하지 않고 있다.